# 耳形瘤足蕨
耳形瘤足蕨（学名：Plagiogyria stenoptera）也称贵州瘤足蕨，为瘤足蕨科瘤足蕨属下的一个种。